# 布蘭登堡的瑪格麗特 (1511-1577)
布蘭登堡的瑪格麗特（德語：Margarete von Brandenburg，1511年—1577年11月）是布蘭登堡選侯約阿希姆一世的女兒，母親是丹麥的伊莉莎白。

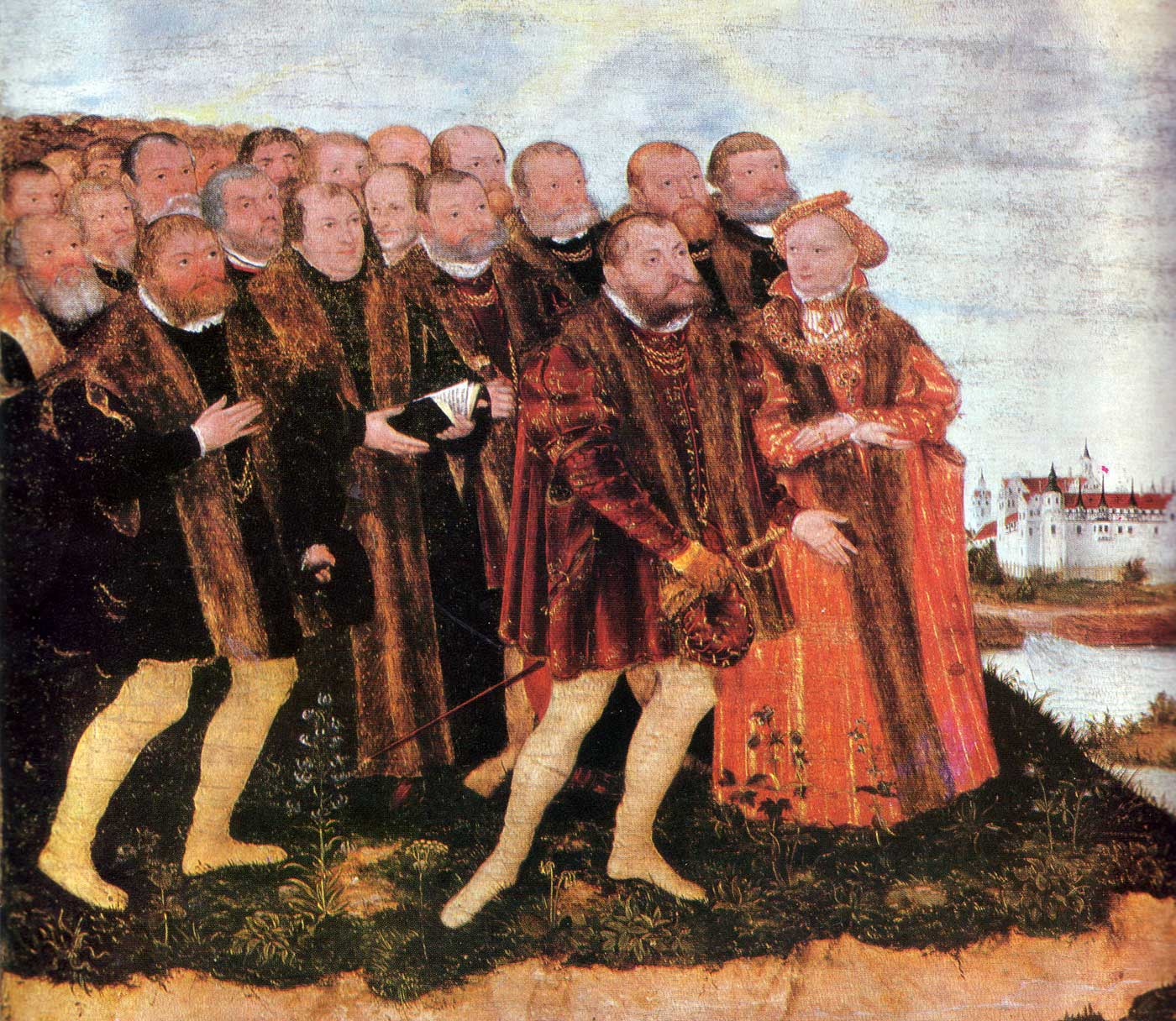

## 家庭
1534年，瑪格麗特與安哈特-采爾布斯特親王約翰五世結婚，兩人共有3子2女：
1. 卡爾一世（英语：Karl I, Prince of Anhalt-Zerbst）（1534年—1561年）
2. 約阿希姆·恩斯特（1536年—1586年）
3. 瑪麗（1538年—1563年）
4. 伯恩哈德（英语：Bernhard VII, Prince of Anhalt-Zerbst）（1540年—1570年）
5. 伊莉莎白（英语：Elisabeth of Anhalt-Zerbst (1545–1574)）（1545年—1574年）